# Delias ennia
Espèce

Delias ennia est une espèce de papillons de la famille des Pieridae.
- Répartition : Australie.